# Chaoilta amestris
Chaoilta amestris är en stekelart som först beskrevs av Cameron 1903.  Chaoilta amestris ingår i släktet Chaoilta och familjen bracksteklar. Inga underarter finns listade i Catalogue of Life.